# Теофан Сокеров
Теофан Ненков Сокеров е български художник и професор.

## Биография
Роден е на 3 май 1943 г. в Ловеч. Завършва Средно смесено училище „Тодор Кирков“, Ловеч (1961). Учи в ВИИИ „Николай Павлович“ в София, специалност Живопис при проф. Петър Михайлов и успешно завършва през 1969 г.
Работи няколко години като свободен художник в родния си град. Тук сътворява първата си картина „Възпоменание“. В периода 1971 – 1982 г. е председател на Съюза на художниците в Ловеч. Установява се в София, където от 1994 г. е професор по живопис в НХА.
От 70-те години е реализира десетки самостоятелни и групови изложби. Автор е на многобройни кавалетни и монументални произведения, между които:
- Художественото оформление и стенописите в Патриаршеската църква, Царевец (завършено 1985)
- Априловска гимназия (Габрово)
- Дом – паметник (връх Бузлуджа)
- Националния музей „Земята и хората“ (София)
- Националния дворец на културата (София)
- Мозаечни пана в Музей „Васил Левски“, Съдебната палата, дом „Преслав“ и Изчислителния център (Ловеч)

Картините му са притежание на музеи, галерии и частни колекции в България, Франция, Германия, Швейцария и други страни.

### Награди
- Първа награда на ОХИ „Човекът и труда“ (1972)
- Първа награда за историческа композиция на ОХИ, Велико Търново (1974)
- Първа награда на ОХИ, Враца (1975)
- Награда „Владимир Димитров-Майстора“ (1979) и (1982)
- Първа награда на Международна изложба, Кошице, Чехословакия (1985)
- Лауреат на Димитровска награда (1985)
- Награда „Илия Петров“ (1986) за стенописите в Патриаршеската църква във Велико Търново
- Национална награда за живопис „Захари Зограф“ (1987)
- Награда на фондация „Пиер Франчески Микети“, Италия (1988)
- Провъзгласен за почетен гражданин на Ловеч на 24 април 2003 г. „За принос в културния живот“